# 有道佐一
有道 佐一（ありみち さいち、1896年 - 1983年）は、日本の芸術家・画家。「幻の画家」とも評される。

## 生涯
1896年（明治29年）3月27日、京都府綾部市（旧：何鹿郡志賀郷村）に、有道亀松とそのの長男として生まれる。
1906年（明治39年）、綾部市山家（旧：山家村）へ移る。尋常小学校の頃から佐一の学才は認められ、小学校の校長からは指導支援も受けた。やがて、佐一の存在は郡長の知るところとなり、卒業後も学校の給仕をしながら学業を継続できた。1913年（大正2年）、大島傳次郎（山家小学校長、後に京都市郁文小学校長）の紹介で、京都師範学校教諭の井上松治に師事。1914年（大正3年）、山家へ写生旅行に訪れていた鹿子木孟郎の知遇を得て指導を受ける。
1916年（大正5年）、召集により朝鮮警備兵に就く。1924年（大正13年）、京都の鹿子木孟郎宅に書生として住み込む。1924年（大正13年）中国に渡り、上海・蘇州・杭州等を巡遊する。1926年（大正15年）明治神宮の委嘱により、奉天入城の図を製作するため、鹿子木と共に渡満。奉天で画業研究。1928年（昭和3年）鹿子木塾の助教授兼幹事となり、同時に大阪鹿子木アカデミー教授及び助手となる。
1935（昭和10年）鹿子木の薦めにより渡欧し、パリのモンパルナス界隈を中心に活動する。この時期、フランス文学者の丸山熊雄と交流があり、その回想録『一九三〇年代のパリと私』に当時の有道の様子が記録されている。
丸山によれば、有道は一時帰国した藤田嗣治からアトリエを預かるなど、日本人画家コミュニティの中で信頼を得ていた。画風においては、日本での師の作風から離れ、当時パリで評価されていたモーリス・ド・ヴラマンクの力強い風景画に強く傾倒していたという。生活は苦しく、自身の名前では作品が売れないため「有田木」という名義で制作し、生計を立てていた時期もあったと丸山に語っている。
こうした活動の中、スイスの芸術家アルベルト・ジャコメッティ（Alberto Giacometti）に見出される。1936年（昭和11年）ジャコメッティの推薦により、アンリ・マティスらも名を連ねるフランスのサロン・デ・チュイルリー（Salon des Tuilerie）の客員に日本人最初のメンバーとして推薦され、ルーブル学生証も交付される。その後、ドイツ・ベルギー・オランダ等歴遊。1936年（昭和11年）欧州より帰国し、画家として独立する。

帰国後、小磯良平から東京で活動するように誘われるが固辞する。販売するための絵は描かず、弟子も「指導する時間がない」と取らなかった上、個展にも関心が無かった。これらのことから、「幻の画家」と呼ばれた。その姿は、山田無文の随筆『心に花を』（1964年9月30日、春秋社）の中で、以下のように紹介された。
この山の雑木の紅葉が、毎年毎年いいようもなくすばらしいのです。毎日カンバスに向かって、「これでもか、これでもか」と、とりくんでおるのですが、山はわたくしに、「まだまだ、もっと来い、もっと来い、もっと来い」といってひきずって行くのです。わたくしは来る日も来る日も、来る年も来る年も、この山と血みどろになってとりくんでおるのです。わたくしは２０年来この山ばかり見つめ、この山ばかり描いておるのですが、それでも悲しいことに、まだこの山の真実がつかめないのです。あるいは、つかめたかと思っても、それがあらわせないのです。わたくしは他人のように他所へ写生に出たり、いろいろさまざまなものを描くひまさえないほど、この山一つにとりくんでおるのです。この山一つが、わたくし一代描いても描ききれないような、底しれぬ真実をもって迫ってくるのです。

と、しみじみ語る、わたくしの尊敬する隠れたる山の画家有道氏は、生活の貧しさにたえ、世間の嘲笑に堪えつつ、涙ぐましく一生を山ととりくんでおられるのです。「これがわたくしの近ごろの心境です」と氏が即興に描いて贈られた淡墨画には、秋草に虫が添えられ、その上に、虫きいておのれも虫になりにけりと賛がしてあった。虫を聞いておれば、おのれも虫になってしまう心境、紅葉を観ておれば、紅葉がおのれになってしまう心境、山を観ておれば、おのれも山になってしまう心境、それが芸術家の真骨頂でありましょう。
1938年（昭和13年）5月、由良金一を会長に、片岡久兵衛・波多野林一・村上頼太郎ら二十余名の当時の綾部・福知山を代表する著名人を発起人として「有道会」が組織される。1940年（昭和15年）アトリエを山家の自宅屋敷内に新築。「則神居」と命名し、自らの号とする。1979年（昭和54年）、東京セントラル美術館などで個展をひらく。
1983年（昭和58年）綾部市山家にて没。
1996年（平成8年）11月、綾部市グンゼ集蔵『有道佐一生誕100年記念展』が開催される。1997年（平成9年）11月、京都文化博物館『有道佐一油彩画展』開催される。2023年（令和5年）4月、京都府綾部市グンゼ博物苑 集蔵「有道佐一回顧展」が開催される。なお、1963年（昭和38年）には、グンゼ（当時・郡是製絲）の元会長であった波多野林一の追悼集に追悼句を寄せている。

### 師・鹿子木孟郎との関係
書生・助教授として鹿子木孟郎に師事したが、後年には師の芸術活動における後援者となった。1935年（昭和10年）、鹿子木の還暦を祝う記念祝賀会において、有道は門人らを代表し、師の功績を讃える寿像（胸像）を建立、贈呈している。

## 作風と評価
有道が「幻の画家」と称された背景には、中央画壇の権威から距離を置き、故郷の自然と対話するための純粋な求道的行為として絵画制作に取り組む哲学があった。臨済宗の禅僧で思想家の山田無文は、1964年の随筆集『心に花を』の中で有道の創作姿勢を高く評価した。
画風は、パリ滞在期の静謐な風景画から、山家への帰郷後に大きく変貌した。帰郷後の作品は、木の葉一枚一枚を描き込むような、緻密で執拗な点描風の筆致が特徴である。この独特のスタイルは、単なる写実ではなく、対象である自然と一体化しようとする瞑想的な探求の現れと見なされている。油彩画のほか、日本画、水墨画、書にも優れ、多角的な表現活動を行った。

## エピソード
京都府綾部市の公式サイトでは、長男の有道大作氏による「この大自然の美しさ・すばらしさを多くの人達に分け与え、後世に残したい」とのコメントが紹介されている。

## 個展
- 1940年（昭和15年）東京丸の内・日本工業倶楽部
- 1951年（昭和26年）京都四条・大丸デパート
- 1971年（昭和46年）東京銀座・資生堂ギャラリー
- 1979年（昭和54年）東京銀座・セントラル美術館
- 1979年（昭和54年）京都綾部・綾部商工会議所
- 1996年（平成8年）京都綾部・グンゼ博物苑集蔵
- 1997年（平成9年）京都御池・京都文化博物館
- 2011年（平成23年）京都綾部・グンゼ博物苑集蔵
- 2023年（令和5年）4月5日～10日 京都綾部・グンゼ博物苑集蔵
- 2024年 (令和6年) 8月6日〜18日 京都市・京都市京セラ美術館
- 2025年 (令和6年) 7月25日〜8月2日 京都府綾部市・有道佐一記念館「自適館」
- 2025年 (令和6年) 8月1日〜24日 京都府綾部市・綾部市図書館（オープンギャラリーにて、レプリカ展示）

## 作品

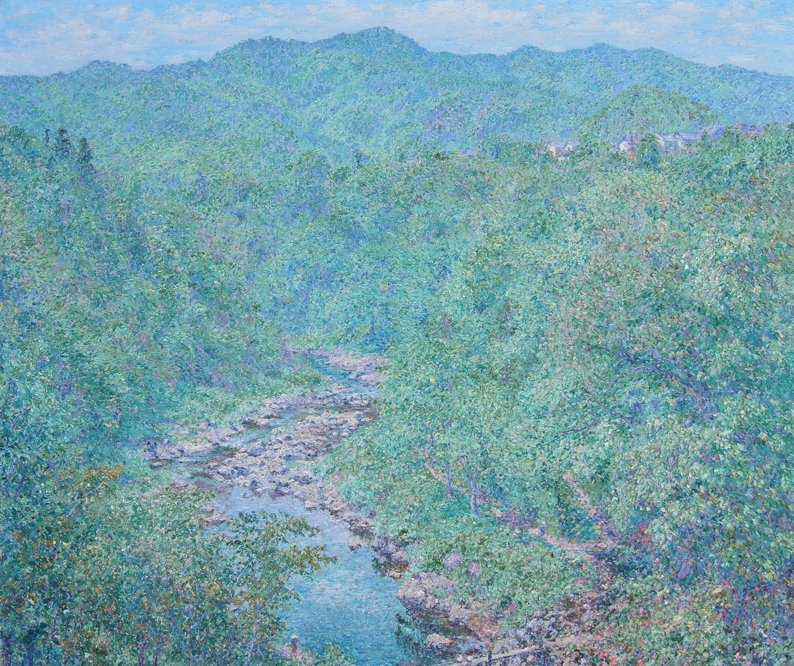
山家村【代表作】1940年　油絵　F20
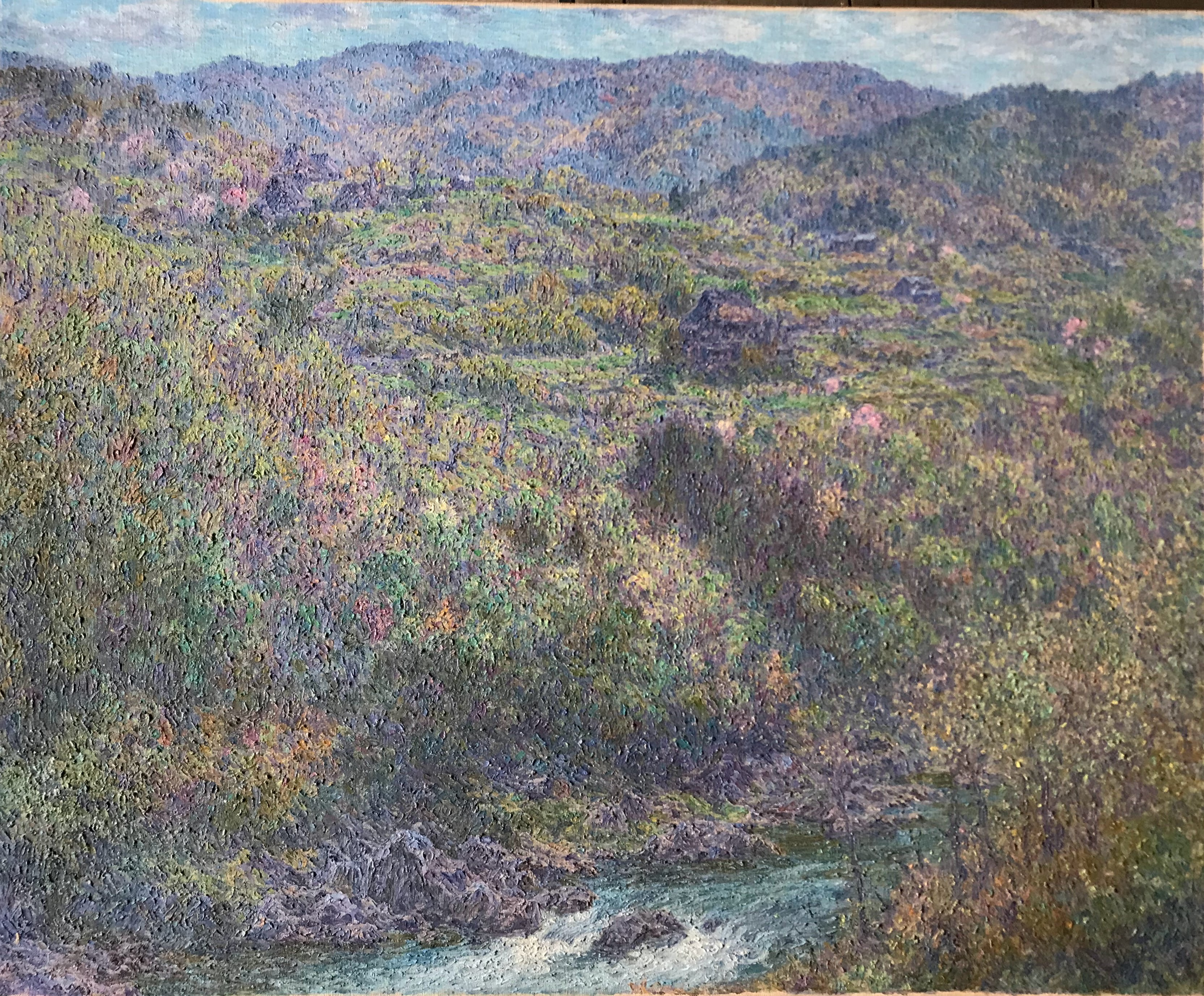
由良川上流の朝　1940年　油絵　F15
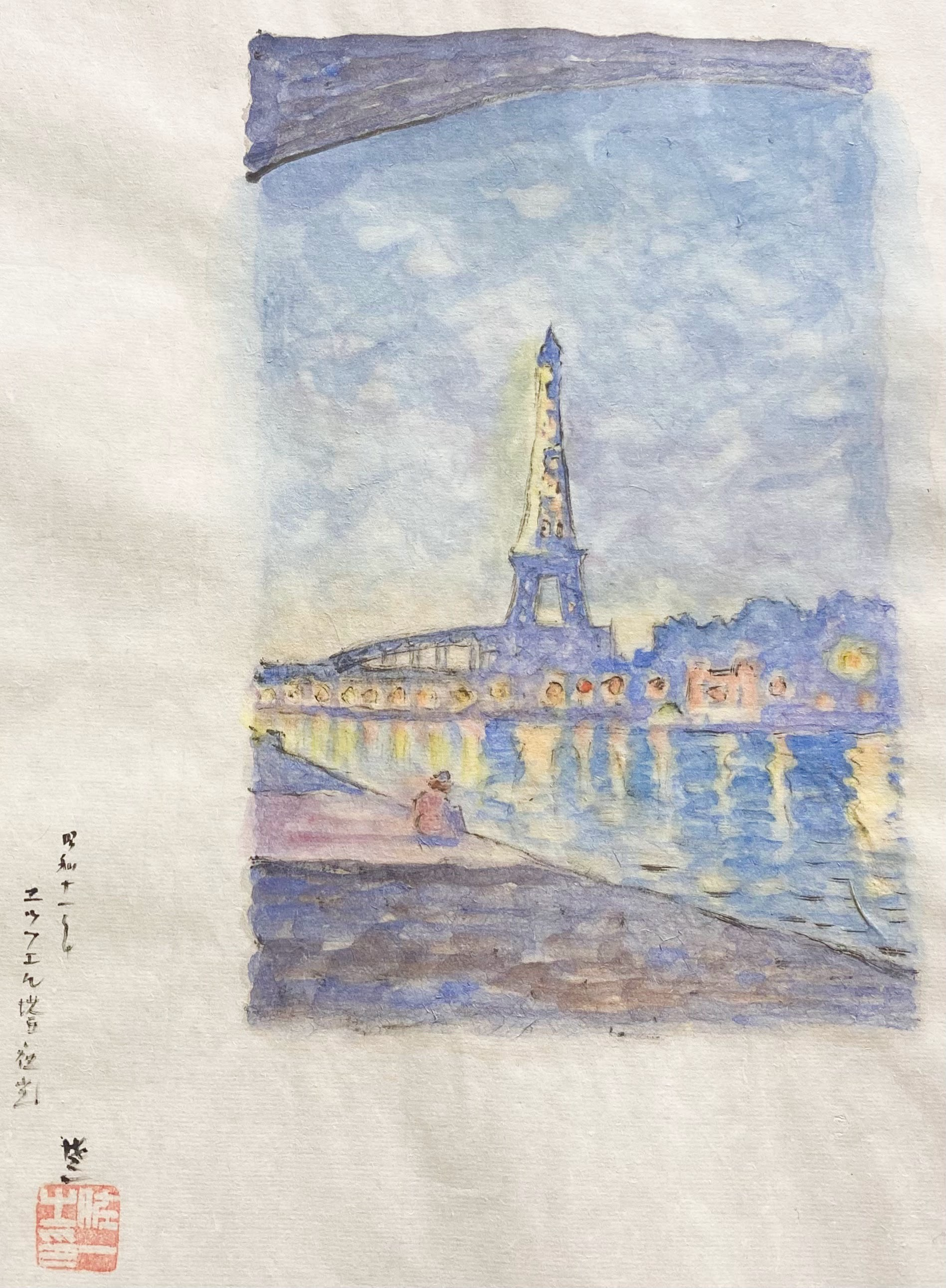
エッフェル塔【パリ】　1936年　水彩画
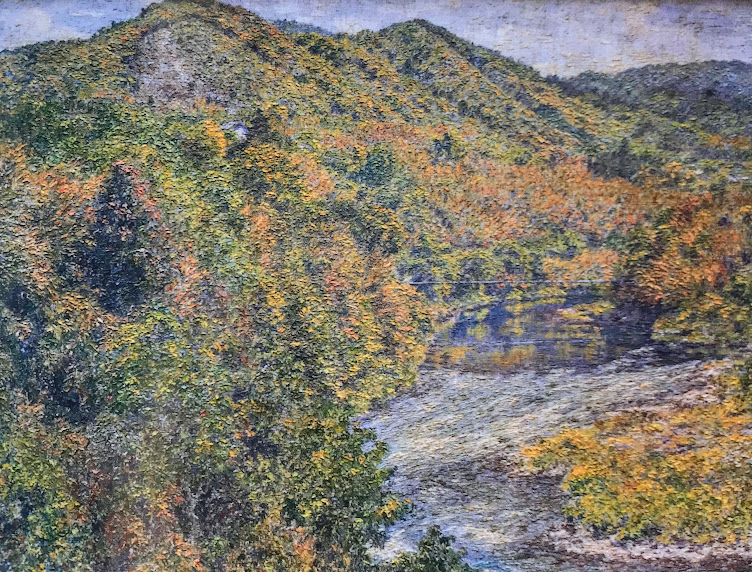
由良川　1941年　油絵　P10
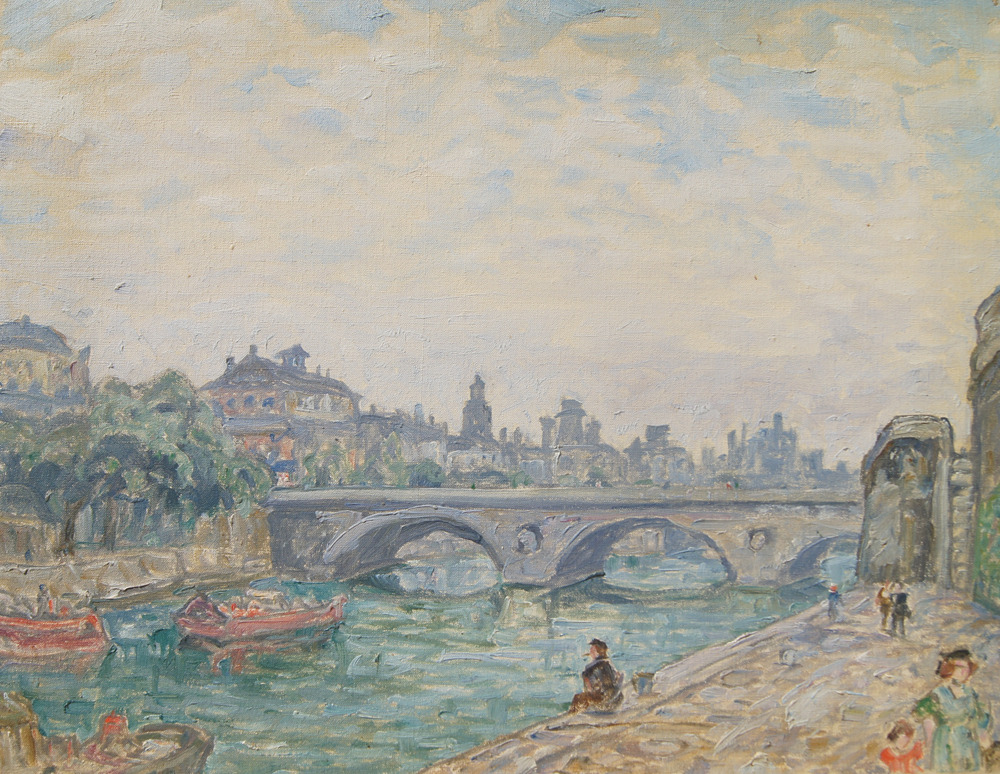
巴里 セーヌ中島西端にて　1936年6月25日　油絵　F6